# Olvenstedter Straße 50

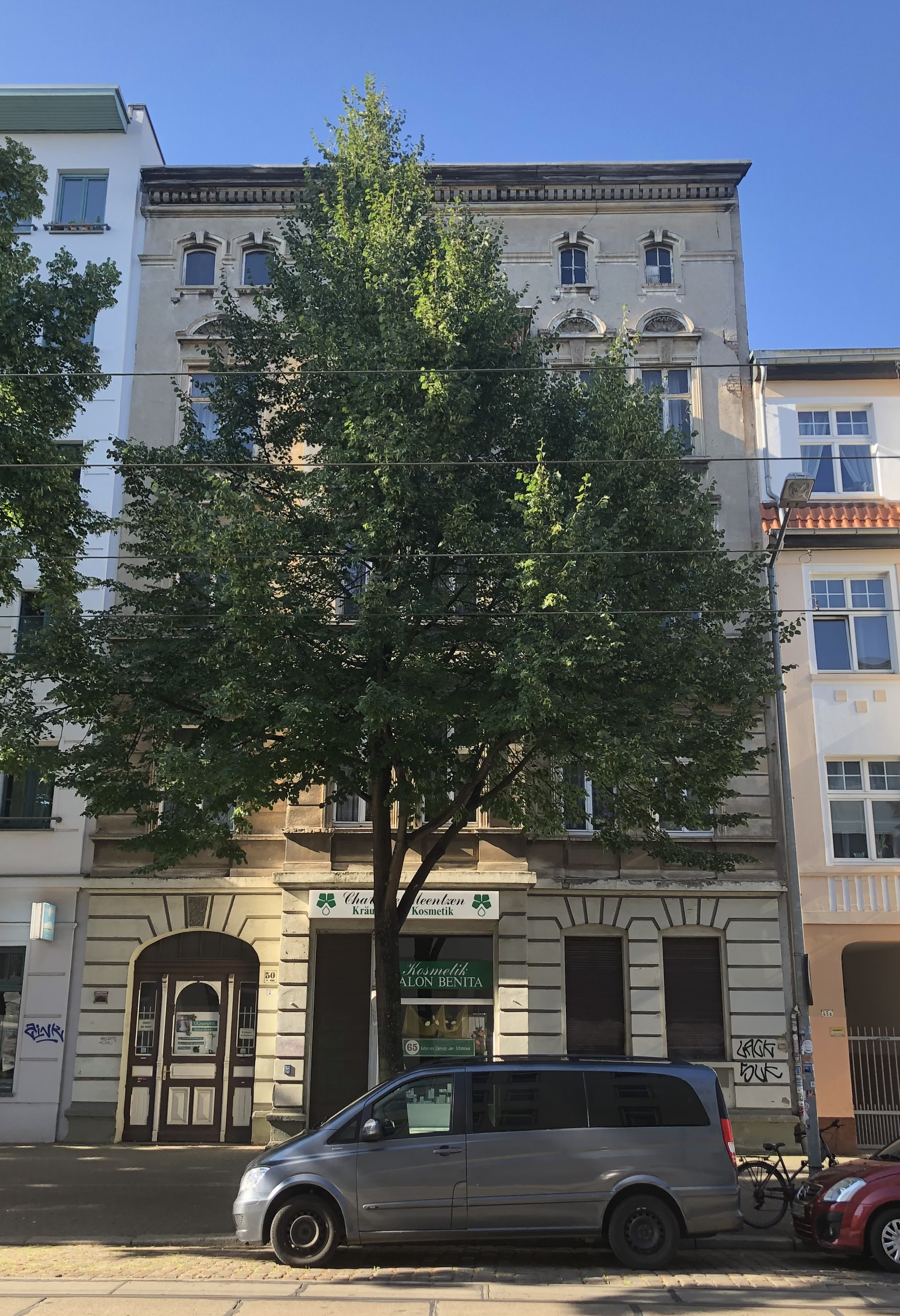
Haus Olvenstedter Straße 50 im Jahr 2022

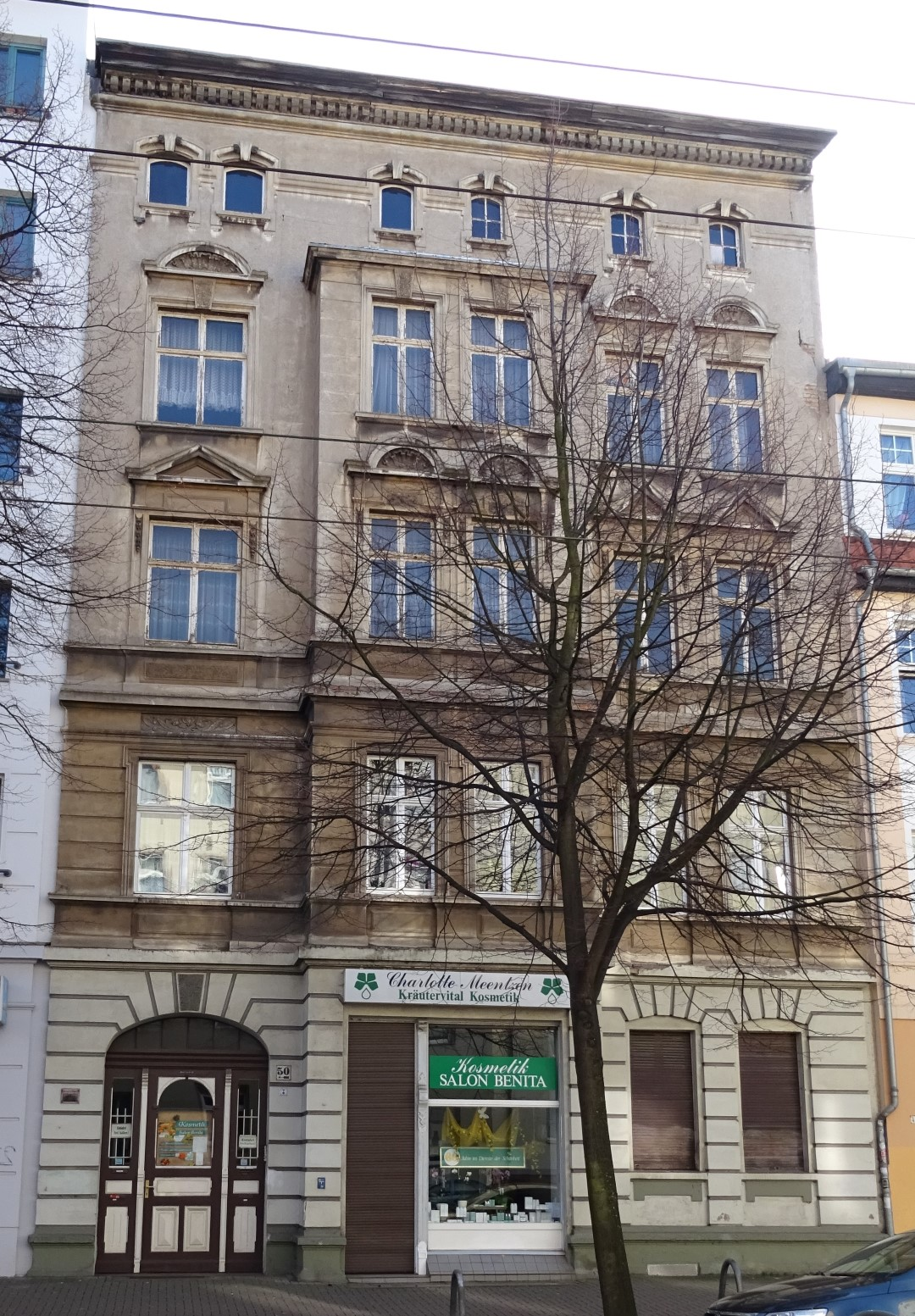
2019

Das Gebäude Olvenstedter Straße 50 ist ein denkmalgeschütztes Wohn- und Geschäftshaus in Magdeburg in Sachsen-Anhalt.

## Lage
Das Haus befindet sich im Magdeburger Stadtteil Stadtfeld Ost auf der Südseite der Olvenstedter Straße.

## Architektur und Geschichte
Das viergeschossige Gebäude entstand in der Zeit um 1880/1890. Die verputzte fünfachsige Fassade ist im Stil der Neorenaissance gestaltet. An den unteren beiden Geschossen findet sich eine Putzquaderung. Links im Erdgeschoss ist eine rundbogige Toreinfahrt angeordnet. Die Fensteröffnungen in den oberen Geschossen sind mit Verdachungen in Form von Dreiecksgiebeln bzw. Segmentbögen versehen. Vor der zweiten und dritten Achse befindet sich ein die vier Vollgeschosse einnehmender Kastenerker. In seinem Erdgeschoss befindet sich ein Ladengeschäft. Der Bau verfügt über ein Mezzaningeschoss. 
Im Inneren befinden sich Jugendstilfenster im Treppenhaus.
Im örtlichen Denkmalverzeichnis ist das Wohn- und Geschäftshaus unter der Erfassungsnummer 094 82310 als Baudenkmal verzeichnet.
Das Gebäude gilt als typisches Stadthaus der Hochzeit der Gründerzeit.